# Lamplugh
Lamplugh är en by och en civil parish i Cumbria i England. Orten har 763 invånare (2001). Den har en kyrka.